# Елатив
Елатив (лат. efferre - износити, излазити из нечега) је локативни падеж чије је основно значење 'из'.
- У финском језику суфиксом -sta/stä изражава се елатив, као нпр. talosta (из куће), Suomesta (из Финске), Serbiasta (из Србије), итд. Такође, у неким финским дијалектима последњи вокал је изостављен, тако да је суфикс финског елатива еквивалентан естонском. Тако 'из куће' се у неким финским дијалектима каће talost.
- У естонском језику елатив је представљен суфиксом -st који се додаје генитивном наставку, као нпр. majast (из куће), Eestist (из Естоније), Serbiast (из Србије), итд.
- У мађарском језику елатив је изражен наставцима -ból/ből, као на пример: házból (из куће), Szerbiából (из Србије), итд.